# Rafael Frontaura de la Fuente
Rafael Frontaura de la Fuente (Valparaíso, 7 de febrero de 1896 - Santiago de Chile, 15 de agosto de 1966) fue un actor chileno.
Hijo de José Manuel Frontaura Arana y de Filomena de la Fuente Dueñas. Estudió en el Instituto de Humanidades y en la Escuela de Leyes de la Universidad de Chile. Allí obsequió su memoria de prueba a un compañero de clases, ya que no tenía interés alguno en ser abogado. Tuvo un hijo y una hija, Pablo Frontaura y Isabel frontaura y se casó con María Cristina Yáñez Gumucio.

## Actividad profesional
Sus padres lo enviaron a Europa, con la esperanza de alejarlo del teatro. Sin embargo, se propuso realizar en Chile lo que pudo ver en los teatros de vanguardia en Francia. Se inició en el cine mudo de su país con La última trasnochada (1926) y filmó luego Dos corazones y una tonada (1939) dirigido por Carlos García Huidobro. En Argentina intervino en muchos filmes comenzando con Ambición y Nuestra tierra de paz, ambas estrenadas en 1939. Arrendó el Teatro Imperial en la calle San Diego y fundó su propia compañía. Desde entonces, se dedicó por entero al arte de la representación, constituyendo, con Alejandro Flores, las figuras principales de la escena chilena, hasta la creación de los conjuntos universitarios. En 1951 integró el elenco que bajo la dirección de Luis Mottura representó El mal amor de María Luz Regás en el Teatro Odeón de Buenos Aires. Escribió innumerables piezas teatrales. Obtuvo el Premio Nacional de Arte en Mención Teatro.
Poco conocido es su seudónimo, Rafael de la Fuente, con el que publicó poemas y prologo el libro Remansos del ensueño (1918) de la escritora chilena María Monvel.

## Filmografía parcial
- Deja que los perros ladren (1961)
- El gran circo Chamorro (1955)
- Mi divina pobreza (1951)
- Reportaje en el infierno (1951)
- El extraño caso del hombre y la bestia (1951) ...Actor
- Cuando un pobre se divierte (1951)
- Toscanito y los detectives (1950) ...Linares
- Fascinación (1949)
- Ángeles de uniforme (Inédita) (1949)
- La gran tentación (1948)
- Rodríguez supernumerario (1948)
- El diamante del Maharaja (1946)
- Rosa de América (1946)
- Camino del infierno (1946) ...Carlos
- Rigoberto (1945)
- Apasionadamente (1944)
- Hay que casar a Paulina (1944)
- Cuando florezca el naranjo (1943)
- Stella (1943)
- La juventud manda (1943)
- Juvenilia (1943)
- Casi un sueño (1943)
- El espejo (1943)
- En el viejo Buenos Aires (1942)
- Concierto de almas (1942)
- Yo conocí a esa mujer (1942)
- La maestrita de los obreros (1942)
- Secuestro sensacional!!! (1942)...Carlos Suárez
- Historia de una noche (1941)
- Volver a vivir (1941)
- Napoleón (1941)
- La quinta calumnia (1941)
- Ambición (1939)
- Nuestra tierra de paz (1939)
- Los payasos se van (1921)
- El hombre de acero (1917; como actor y guionista)